# Petromus
Petromus és un gènere de rosegadors de la família monotípica dels petromúrids. P. typicus, que es troba a la part sud-occidental d'Àfrica, és l'única espècie vivent d'aquest grup, però també s'han descobert restes fòssils de les espècies P. antiquus i P. minor (ambdues del Pliocè de Sud-àfrica), a més d'una espècie encara per descriure de Tanzània.